# العلاقات البرتغالية المجرية
العلاقات البرتغالية المجرية هي العلاقات الثنائية التي تجمع بين البرتغال والمجر.

## مقارنة بين البلدين
هذه مقارنة عامة ومرجعية للدولتين:
| وجه المقارنة                                              | البرتغال                                                  | المجر                                                       |
| --------------------------------------------------------- | --------------------------------------------------------- | ----------------------------------------------------------- |
| المساحة (كم2)                                             | 92.21 ألف                                                 | 93.04 ألف                                                   |
| عدد السكان (نسمة)                                         | 10.60 مليون                                               | 9.78 مليون                                                  |
| الكثافة السكانية (ن./كم²)                                 | 114.95                                                    | 105.12                                                      |
| العاصمة                                                   | لشبونة                                                    | بودابست                                                     |
| اللغة الرسمية                                             | اللغة البرتغالية، اللغة الميراندية                        | لغة مجرية                                                   |
| العملة                                                    | يورو، اسكودو برتغالي                                      | فورنت مجري                                                  |
| الناتج المحلي الإجمالي (بليون دولار)                      | 217.57 مليار                                              | 139.14 مليار                                                |
| الناتج المحلي الإجمالي (تعادل القوة الشرائية) بليون دولار | 307.82 مليار                                              | 260.42 مليار                                                |
| الناتج المحلي الإجمالي الاسمي للفرد دولار أمريكي          | 19.22 ألف                                                 | 12.36 ألف                                                   |
| الناتج المحلي الإجمالي للفرد دولار أمريكي                 | 28.76 ألف                                                 | 25.07 ألف                                                   |
| مؤشر التنمية البشرية                                      | 0.830                                                     | 0.828                                                       |
| رمز المكالمات الدولي                                      | +351                                                      | +36                                                         |
| رمز الإنترنت                                              | .pt                                                       | .hu                                                         |
| المنطقة الزمنية                                           | توقيت غرب أوروبا، توقيت غرب أوروبا الصيفي، أوروبا/لشبونة ‏ | ت ع م+01:00، ت ع م+02:00، أوروبا/بودابست ‏، توقيت وسط أوروبا |

## مدن متوأمة
في ما يلي قائمة باتفاقيات التوأمة بين مدن برتغالية ومجرية:
- ترتبط Sesimbra [الإنجليزية]‏ مع كوسيغ باتفاقية توأمة.
- ترتبط سيتوبال مع دبرتسن باتفاقية توأمة.
- ترتبط لشبونة مع بودابست باتفاقية توأمة منذ 28 سبتمبر 1992.

## منظمات دولية مشتركة
يشترك البلدان في عضوية مجموعة من المنظمات الدولية، منها:
| علم المنظمة | اسم المنظمة                               | تاريخ انضمام البرتغال | تاريخ انضمام المجر |
| ----------- | ----------------------------------------- | --------------------- | ------------------ |
|             | الاتحاد الأوروبي                          | 1986                  | 1 مايو 2004        |
|             | وكالة ضمان الاستثمار متعدد الأطراف        | 6 يونيو 1988          | 21 أبريل 1988      |
|             | منظمة التعاون الاقتصادي والتنمية          | 4 أغسطس 1961          | 7 مايو 1996        |
|             | الأمم المتحدة                             | 14 ديسمبر 1955        | 14 ديسمبر 1955     |
|             | الوكالة الدولية للطاقة                    | ?                     | ?                  |
|             | الفريق المعني برصد الأرض                  | ?                     | ?                  |
|             | مركز تنسيق الحركة في أوروبا ‏              | ?                     | ?                  |
|             | منظمة حظر الأسلحة الكيميائية              | ?                     | ?                  |
|             | منظمة التجارة العالمية                    | ?                     | 1995               |
|             | منظمة الشرطة الجنائية الدولية             | ?                     | ?                  |
|             | منظمة الأمن والتعاون في أوروبا            | 25 يونيو 1973         | 25 يونيو 1973      |
|             | مؤسسة التنمية الدولية                     | 29 ديسمبر 1992        | 29 أبريل 1985      |
|             | حلف شمال الأطلسي                          | 4 أبريل 1949          | 12 مارس 1999       |
|             | نظام تحكم تكنولوجيا القذائف               | 1992                  | 1993               |
|             | يونسكو                                    | 11 مارس 1965          | 14 سبتمبر 1948     |
|             | مجلس أوروبا                               | ?                     | 6 نوفمبر 1990      |
|             | الاتحاد البريدي العالمي                   | ?                     | ?                  |
|             | البنك الدولي للإنشاء والتعمير             | 29 مارس 1961          | 7 يوليو 1982       |
|             | اتفاقية السماوات المفتوحة                 | ?                     | ?                  |
|             | الاتحاد الدولي للاتصالات                  | 1866                  | 1866               |
|             | مؤسسة التمويل الدولية                     | 8 يوليو 1966          | 29 أبريل 1985      |
|             | المنظمة الأوروبية لسلامة الملاحة الجوية   | 1986                  | 1992               |
|             | المركز الدولي لتسوية المنازعات الاستشارية | 1 أغسطس 1984          | 6 مارس 1987        |
|             | مجموعة أستراليا                           | 1985                  | 1993               |
|             | مجموعة الموردين النوويين                  | ?                     | ?                  |

## وصلات خارجية
- موقع وزارة الخارجية البرتغالية
- موقع وزارة الخارجية المجرية